# 张继勋
张继勋（1950年—），汉族，中华人民共和国政治人物、第十一届全国政协委员。
加入中国共产党，担任新疆维吾尔自治区国有资产监督管理委员会主任、党委副书记。2008年，当选第十一届全国政协委员，代表经济界，分入第三十七组。